# Lacus Autumni

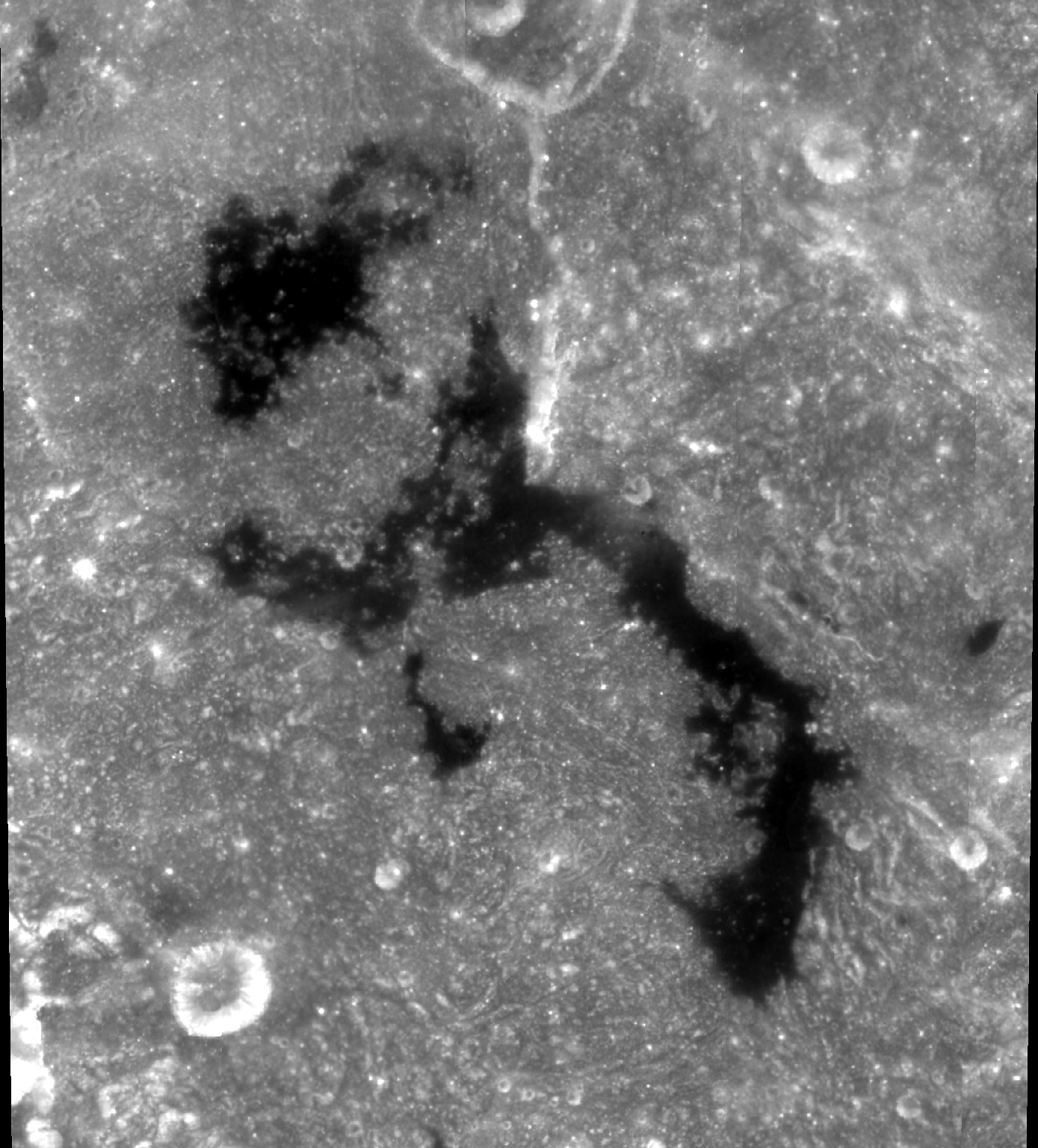
Lacus Autumni

Il Lacus Autumni ("Lago dell'autunno", in latino) è una formazione geologica lunare più scura del terreno circostante (come tutti i laghi e i mari), situata all'estremo occidentale dell'emisfero che la Luna rivolge sempre verso la Terra. Questa regione è dominata da un enorme bacino d'impatto il cui centro è situato nel Mare Orientale; due catene montuose concentriche, i Montes Rook e i Montes Cordillera, circondano il mare. Il Lacus Autumni è situato nella parte nordorientale della fascia di territorio compresa fra le due cordigliere, in una regione non facilmente osservabile dalla Terra.
Il Lacus Autumni si estende da sudest a nordovest, raggiungendo una larghezza massima di circa 90-100 km. Solo la sua parte centrale e sudorientale è caratterizzata da un'albedo inferiore rispetto a quella del terreno circostante; le parti rimanenti mostrano una riflettività analoga a quella del resto della superficie lunare.